# 빗살무늬토기 문화
빗살무늬토기 문화( ── 土器文化, Comb Ceramic culture) 또는 즐문토기문화(櫛文土器文化)는 기원전 4200년경부터 기원전 2000년경까지 북동 유럽에 존재한 수렵채집민들의 문화이다. 이때 만들어진 토기 중 빗살무늬가 있는 것이 많아 빗살무늬토기 문화라고 부른다. 구멍-빗살무늬토기 문화(Pit-Comb Ware culture)라고도 한다.
빗살무늬토기 문화의 유물은 북으로는 노르웨이의 핀마르크, 서쪽으로는 스웨덴의 칼릭스강과 핀란드의 보트니아만, 남쪽으로는 폴란드의 비스툴라강에 이르고, 동쪽으로는 우랄산맥 너머 시베리아의 바라바 스텝을 거쳐 알타이산맥까지 이른다. 에스토니아의 나르바 문화와 핀란드의 스페링스 문화 등은 빗살무늬토기 문화의 일부이다. 빗살무늬토기민들은 기본적으로 수렵채집민이었을 것이나, 에스토니아의 나르바 문화는 약간의 농업적 발전을 보였다. 빗살무늬토기 문화권의 일부는 나중에 전부문화에 흡수되었다.